# Людерсбург
Людерсбург (нім. Lüdersburg) — громада в Німеччині, розташована в землі Нижня Саксонія. Входить до складу району Люнебург. Складова частина об'єднання громад Шарнебек.
Площа — 18,87 км2. Населення становить 646 ос. (станом на 31 грудня 2021).